# گهات غربی
گهات غربی (به انگلیسی: Western Ghats) یا سَهیادْری رشته‌کوهی است در امتداد کناره باختری شبه جزیره هندوستان. این کوهستان ازجمله مکان‌های میراث جهانی یونسکو و یکی از ۱۰ کانون اصلی تنوع زیستی جانوری در جهان به‌شمار می‌رود. به گهات غربی به خاطر شیب تند کناره‌های رشته‌کوه، گاه اصطلاحاً «پرتگاه هند» هم گفته‌اند. میانگین ارتفاع این رشته‌کوه ۱۲۰۰ متر است. و باعث می‌شود تا ابرهای باران‌زا به اندازه کافی به فلات دکن نرسند.
گهات غربی از شمال به جنوب در امتداد لبه غربی فلات دکن ادامه می‌یابد و این فلات را از نواره باریک ساحلی جدا می‌کند. این نواره ساحلی که در امتداد دریای عرب قرار گرفته کُنکان نامیده می‌شود.
رشته‌کوه گهات غربی از جنوب رودخانه تاپتی در نزدیکی مرز گجرات و مهاراشترا آغاز شده و در حدود ۱۶۰۰ کیلومتر در ایالت‌های مهاراشترا، گوآ، کارناتاکا، تامیل‌نادو و کرالا ادامه یافته و در کانیاکوماری در منتهی‌الیه جنوب هند پایان می‌یابد.
گهات غربی کوهستان به معنی واقعی زمین‌شناسی نیست بلکه گسله‌ای بزرگ است که در لبه فلات دکن به‌وجود آمده و پیدایش این گسله مربوط به زمان ازهم‌گسیختن ابرقاره گوندوآنا در حدود ۱۵۰ میلیون سال پیش است.